# John Sharpe
John Sharpe, né le 18 mai 1939 à Melbourne en Australie, est un joueur australien de tennis.

## Palmarès
1/8 de finale à l'US Open en 1961.